# Dino Nardin
Dino Nardin (Jesolo, 30 maggio 1932 – San Donà di Piave, 7 agosto 2010) è stato un canottiere italiano.

## Carriera
Nato a Jesolo, in provincia di Venezia, nel 1932, a 20 anni partecipò ai Giochi olimpici di Helsinki 1952, nell'otto, dove con la squadra italiana, composta da atleti della Reale Società Canottieri Bucintoro di Venezia (Attorrese, Baldan, Bozzato, Dalla Puppa, Enzo, Nuvoli, Smerghetto e Sergio Ghiatto timoniere), non passò le batterie, arrivando terza dietro a Unione Sovietica (poi argento) e Ungheria in 6'17"0, accedendo così al ripescaggio, ma uscendo da seconda dietro alla Germania, con il tempo di 6'15"8.
Morì nel 2010, a 78 anni.